# Lindholmen
Lindholmen – miejscowość (tätort) w Szwecji, w regionie administracyjnym (län) Sztokholm, w gminie Vallentuna. Według danych Szwedzkiego Urzędu Statystycznego liczba ludności wyniosła: 1146 (31 grudnia 2015), 1214 (31 grudnia 2018) i 1227 (31 grudnia 2019).